# غوردون هنري (لاعب هوكي جليد)
غوردون هنري هو لاعب هوكي جليد كندي، ولد في 17 أغسطس 1926 في أوين ساوند في كندا، وتوفي في 3 أكتوبر 1972.

## وصلات خارجية
- غوردون هنري على موقع دوري الهوكي الوطني (الإنجليزية)
- غوردون هنري على موقع قاعة مشاهير الهوكي (لاعب أن.إتش.أل) (الإنجليزية)
- غوردون هنري على موقع EliteProspects.com (الإنجليزية)
- غوردون هنري على موقع HockeyDB.com (الإنجليزية)